# (131) Vala
Pour les articles homonymes, voir Vala.
(131) Vala est un astéroïde de la ceinture principale découvert par Christian Peters le 24 mai 1873.

## Compléments